# Laurie Scott (femme politique)
Pour les articles homonymes, voir Laurie Scott.
Laurie Scott est une femme politique provinciale canadienne de l'Ontario.

## Biographie
Née en 1962 et élevée dans le village ontarien de Kinmount, aujourd'hui intégré à la ville de Kawartha Lakes, son père, William C. Scott, fut député fédéral progressiste-conservateur de 1965 à 1993 dans Haliburton—Kawartha Lakes—Brock. Elle devient infirmière diplômé du Collège loyaliste de Belleville et pratique ensuite au Ross Memorial Hospital de l'Hôpital général de Toronto.

## Politique
Candidate progressiste-conservatrice dans Haliburton—Kawartha Lakes—Brock en 2000, elle est défaite par le libéral John O'Reilly et termine derrière la candidate Pat Dunne de l'Alliance canadienne. Elle travaille ensuite comme assistance du sénateur progressiste-conservateur Consiglio Di Nino.
Élue députée progressite-conservatrice provinciale dans Haliburton—Victoria—Brock en 2003, elle devient critique de l'opposition aux formations, collèges et universités.
Réélue en 2007 dans la circonscription renommée Haliburton—Kawartha Lakes—Brock, elle démissionne de son poste en janvier 2009 pour permettre au chef progressiste-conservateur John Tory de faire son entrée à l'Assemblée législative. Tout comme en 2007, Tory fut à nouveau défait lors de l'élection partielle de mars 2009.
Scott redevient députée en 2011 et réélue en 2014, elle devint critique de l'opposition officielle en matière de sécurité et de condition féminine.
Réélue en 2018, elle sert comme ministre du Travail de juin 2018 à juin 2019 et ministre de l'Infrastructure à partir de juin 2019.